# Chata Rovina
Chata Rovina – czeskie schronisko turystyczne, położone w Szumawie na terenie dawnej osady Rovina (niem. Ebene) na wys. 924 m n.p.n.

## Historia
Według map z II. poł. XVIII wieku, już wówczas istniała w tym miejscu gospoda. W późniejszych latach należała do rodziny Weinberger i nosiła nazwę Zum Sct. Günterfelsen. Wybudowana w połowie XIX wieku droga z Hartmanic (obecna droga krajowa nr 190) przyczyniła się do rozwoju miejsca. W okresie Pierwszej Republiki Czechosłowackiej obiekt nosił nazwę Gasthaus Rosa Weinberger beim Günterfelsen. Po II wojnie światowej jako jedyny ocalał z wyburzonej osady. Przejęty w latach 1952-1991 przez armię czechosłowacką, służył początkowo jako obiekt sztabowy. Gdy popadł w ruinę, przebudowano go na oborę dla bydła i stodołę na siano. W tym stanie służył jako prowizoryczny obiekt noclegowy dla podpitych żołnierzy, zmierzających z Hartmanic do koszar w Novej Hůrce. Zyskał wówczas miano "Hotel Seno" (Hotel Siano) i pod tą nazwą był znany okolicznej ludności. Ostatecznie w 2006 roku trafił w ręce prywatne. Nowy właściciel rozpoczął jego odbudowę, zakończoną udostępnieniem dla ruchu turystycznego w 2009 roku.

## Warunki pobytu
Obiekt posiada 22 miejsca noclegowe (z przystawkami - 24) w pokojach 2, 4 i 6 osobowych z własnymi łazienkami. W budynku znajduje również restauracja na 60 miejsc oraz sauna.

## Szlaki turystyczne
- Zhůří (węzeł szlaków) - Stará Huť (węzeł szlaków) - Vysoký hřbet (1078 m n.p.m.) - Chata Rovina - rozejście szlaków Pod Březníkem (odnoga na Březník, 1006 m n.p.m.) - Pustina (węzeł szlaków)
- Hartmanice - zamek Karlov - Chata Rovina - Šerlův Dvůr - Prášilský potok (węzeł szlaków) - Vysoké Lávky (węzeł szlaków) - Hůrka